# Giovanna Mezzogiorno
Giovanna Mezzogiorno (Roma, 9 de noviembre de 1974) es una actriz de teatro y cine italiana.

## Biografía
Nació en Roma, hija de Vittorio Mezzogiorno y Cecilia Sacchi.
Después de sus estudios de actuación, trabajó durante dos años en París en el teatro de Peter Brook. Su carrera comenzó en 1995, en la obra Qui est là, una adaptación del Hamlet de Shakespeare, como Ofelia.
En 1997, hizo su debut en el mundo del cine, en la película de Segio Rubini, Il viaggio della sposa, ganando el Premio Flaiano como mejor intérprete femenina. Después de Del perduto amore de Michele Pacido, y en la película para televisión Más claro no basta, dirigida por Elisabetta Lodoli. En 1999 estuvo junto a Claudio Bisio en Asini. En 2000 formó parte del rico elenco internacional de la miniserie de televisión francesa Les Misérables. También en 2001 interpretó el papel de Giovanna en la película Todo el conocimiento del mundo de Eros Puglielli, con Giorgio Albertazzi.También trabajó para producciones internacionales junto con John Malkovich y Gérard Depardieu, pero su fama creció enormemente despueś de su parte en L'ultimo bacio de Gabriele Muccino. Posteriormente, actuó junto a Stefano Accorsi, quien fue su compañero por largo tiempo.
2001 fue el año de su consagración con L'ultimo bacio de Gabriele Muccino, con Stefano Accorsi. 2002 la vio ocupada con un papel difícil, el de Ilaria Alpi, la joven periodista de TG3 que murió en circunstancias aún poco claras durante la guerra civil en Somalia. La película, titulada Ilaria Alpi - Los días más crueles, dirigida por Ferdinando Vicentini Orgnani, le valió el Nastro d'argento a la mejor actriz principal.  Seguida, en 2003, por la película para televisión El secreto de Thomas y la película La ventana de enfrente, de Ferzan Özpetek, con Raoul Bova y Massimo Girotti. En esta película interpreta el papel de Giovanna, una chica que, gracias a un misterioso encuentro con un anciano que ya no tiene recuerdos, redescubrirá el recuerdo de sus sentimientos. Por La Finestra di Facing recibió numerosos premios por su actuación como actriz principal: el David di Donatello, el Nastro d'argento, el Globo d'oro, el Ciak d'oro y, una vez más, el Premio Flaiano.  También aparece, junto a otros miembros del reparto , en el videoclip de la canción Gocce di memoria di Giorgia, tema musical de la película.
En 2004 interpretó a Lena en la película Love Returns de Sergio Rubini, donde actuó junto al propio Rubini, Michele Placido, Mariangela Melato, Fabrizio Bentivoglio y Margherita Buy. Ese mismo año la vemos como protagonista de la comedia italiana-francesa The Promises Club. También vuelve a actuar en teatro en 4.48 Psicosis , obra de Sarah Kane, dirigida por Piero Maccarinelli. En 2005 interpretó a Sabina en La bestia nel cuore de Cristina Comencini, una joven actriz de doblaje que atraviesa el lado oscuro de su vida, vinculado a un episodio de abuso. Gracias a esta actuación ganó la Copa Volpi a la mejor interpretación femenina en el 62º Festival Internacional de Cine de Venecia.  La película fue nominada en 2006 al Oscar a la mejor película extranjera.
En 2006 fue la protagonista de la película de ciencia ficción AD Project, dirigida por Eros Puglielli, nuevamente junto a Giorgio Albertazzi. Al año siguiente interpretó a Fermina Daza, junto al actor español Javier Bardem,  el actor estadounidense Benjamin Bratt y el actor colombiano John Leguizamo, aparecen en la película de Mike Newell El amor en los tiempos del cólera, adaptación de la novela homónima de Gabriel García Márquez, También en 2007 estuvo en la gran pantalla con la película de Francesca Archibugi, Lezioni di volo y en la ópera prima de Davide Marengo, Notturno bus, junto a Valerio Mastandrea. En 2008 fue protagonista de Vincere, película dirigida por Marco Bellocchio, en la que interpretó a Ida Dalser, supuesta primera esposa de Benito Mussolini. Su actuación le valió un Nastro d'argento y un Globo d'oro y también una nominación a mejor actriz en los premios David di Donatello 2010.
En 2009 también fue protagonista, junto a Riccardo Scamarcio, de la película sobre terrorismo La prima linea, dirigida por Renato De Maria. También es coproductora y narradora del documental Negli Eyes , sobre la vida y la carrera de su padre, presentado en competición en la sección "Controcampo Italiano" del 66º Festival Internacional de Cine de Venecia.  En 2010 participó en el rodaje de la primera película dirigida por Rocco Papaleo, Basílicata coast to coast. En 2011, en Estados Unidos, recibió el premio a la mejor actriz principal por el papel de Ida Dalser en Vincere de la National Society of Film Critics Awards 2010, la asociación de críticos de cine Stars and Stripes.  En 2017 volvió a trabajar con Ferzan Özpetek en la película Nápoles velada.

## Filmografía
- Il viaggio della sposa (1997)
- Del amor perdido (Del perduto amore, 1998)
- Più leggero non basta (1999, telefilm)
- Asini (1999)
- Un uomo perbene (1999)
- Los miserables (Les Misérables, 2000, miniserie).
- Afrodita, el sabor del amor (2001, película inconclusa)
- L'ultimo bacio (2001)
- Malefemmene (2001)
- Nobel (2001)
- Tutta la conoscenza del mondo (2001)
- El día más cruel (Il più crudele dei giorni, 2003)
- Entrusted (2003, telefilm)
- La ventana de enfrente (La finestra di fronte, 2003)
- L'amore ritorna (2004)
- Stai con me (2004)
- Au secours, j'ai trente ans! (2004)
- Virginia, la monja de Monza (Virginia, la monaca di Monza, 2004, telefilm)
- La bestia en el corazón (La bestia en el cuore, 2005)
- AD Project (2006)
- lezioni di volo (2007)
- Bus nocturno (Notturno bus, 2007)
- El amor en los tiempos del cólera (Love in the Time of Cholera, 2007)
- Les murs porteurs (2007)
- L'amore non basta (2008)
- Palermo Shooting (2008)
- Sono viva (2008)
- Lotta (2008, cortometraje)
- Vincere (2009)
- La prima linea (2009)
- Basilicata coast to coast  (2010)
- Mentre dormi (2010, videoclip musical)
- Vinodentro (2013)
- I nostri ragazzi (2014)
- Alex & Friends. Sobreviviendo a los padres (Come diventare grandi nonostante i genitori, 2016)
- La ternura (La tenerezza, 2017)
- Napoli velata (2017)
- La compagnia del cigno (2019, serie de televisión)
- Tornare (2019)
- Yo recuerdo la Plaza Fontana (Io ricordo. Piazza Fontana, 2019, documental)
- Lazos (Lacci, 2020)
- Gli indifferenti (2020)
- Amanda (2022)
- Educazione fisica (2022)

## Premios y distinciones
Festival Internacional de Cine de Venecia
| Año  | Categoría                       | Película                | Resultado |
| ---- | ------------------------------- | ----------------------- | --------- |
| 1998 | Premio Pasinetti - Mejor actriz | Del amor perdido        | Ganadora  |
| 2005 | Copa Volpi a la mejor actriz    | La bestia en el corazón | Ganadora  |

Premios Sant Jordi
| Año  | Categoría                           | Película | Resultado |
| ---- | ----------------------------------- | -------- | --------- |
| 2010 | Mejor actriz en película extranjera | Vincere  | Ganadora  |